# Čuang Siao-jen
Čuang Siao-jen (čínsky pchin-jinem Zhuāng Xiǎoyán, znaky 庄晓岩; * 4. května 1969 Šen-jang) je bývalá čínská zápasnice – judistka, olympijská vítězka z roku 1992.

## Sportovní kariéra
S judem začínala ve 14 letech v rodném Šen-jangu. Připravovala se v tréninkové skupině trenéra Liou Jung-fu. V čínské ženské reprezentaci se pohybovala krátce od počátku devadesátých let dvacátého století. V roce 1992 uspěla v čínské olympijské nominaci na olympijských hrách v Barceloně na úkor pekingské Čang Jing. Do Barcelony přijela výborně připravená a svým aši-waza v kombinace s osaekomi (držením) nedala soupeřkám šanci. Stala se první ženskou olympijskou vítězkou v judu. V dalších letech se v reprezentaci neprosazovala a v roce 1995 ukončila sportovní kariéru.

## Výsledky

### Váhové kategorie
| Turnaj            | 1990       | 1991       | 1992       |
| Turnaj            | 21         | 22         | 23         |
| Turnaj            | těžká váha | těžká váha | těžká váha |
| ----------------- | ---------- | ---------- | ---------- |
| Olympijské hry    |            |            | 1.         |
| Mistrovství světa |            | —          |            |
| Asijské hry       | —          |            |            |
| Mistrovství Asie  |            | —          |            |

### Bez rozdílu vah
| Turnaj            | 1990 | 1991 | 1992 |
| Turnaj            | 21   | 22   | 23   |
| ----------------- | ---- | ---- | ---- |
| Mistrovství světa |      | 1.   |      |
| Asijské hry       | 1.   |      |      |
| Mistrovství Asie  |      | —    |      |